# Études ottomanes
Les études ottomanes sont une discipline scientifique dont le sujet est l'étude de l'histoire et de la culture de l'Empire ottoman et de ses peuples. Le nom de la discipline vient du dirigeant qui a fondé l'État — Osman I.
Dimitrie Cantemir est considéré comme le fondateur des études ottomanes avec son "Histoire de l'agrandissement et de la décadence de l'empire ottoman" (en latin: Anatationes increraenta et decrementa Aulae Othomanicae).